# Sparta Praga (hokej na lodzie)
HC Sparta Praga – czeski klub hokejowy z siedzibą w Pradze występujący w rozgrywkach czeskiej Tipsport Extraliga (od sezonu 1993/94).

## Informacje ogólne
- Nazwa: Sparta Praga
- Rok założenia: 1903
- Barwy: niebiesko-żółto-czerwone
- Lodowisko: O₂ Arena
- Pojemność: 17360
- Adres: Libeň, Praha 9

## Sukcesy
Krajowe
- Złoty medal mistrzostw Czechosłowacji: 1953, 1954, 1990, 1993
- Srebrny medal mistrzostw Czechosłowacji: 1937, 1938, 1957, 1963, 1967, 1974, 1988
- Brązowy medal mistrzostw Czechosłowacji: 1956, 1961, 1965, 1968, 1977, 1987
- Brązowy medal ligi czeskomorawskiej: 1940, 1941, 1942, 1943
- Puchar Tatrzański: 1951, 1959, 1960, 1980
- Złoty medal mistrzostw Czech: 2000, 2002, 2006, 2007
- Srebrny medal mistrzostw Czech: 2001, 2016, 2022
- Brązowy medal mistrzostw Czech: 1996, 1997, 2003, 2004, 2009, 2014, 2021, 2024
- Tipsport Hockey Cup: 2001, 2009
- Puchar Prezydenta Czeskiej Federacji Hokeja na Lodzie: 2012, 2014, 2021

Międzynarodowe
- Finał Europejskiej Hokejowej Ligi: 2000
- Finał Pucharu Mistrzów: 2008
- Finał Ligi Mistrzów: 2017
- Puchar Spenglera: 1962, 1963
- Finał Pucharu Spenglera: 2004

## Dotychczasowe nazwy klubu
- AC Sparta Praha (1909−1948)
- Sokol Sparta Bubeneč (1948−1949)

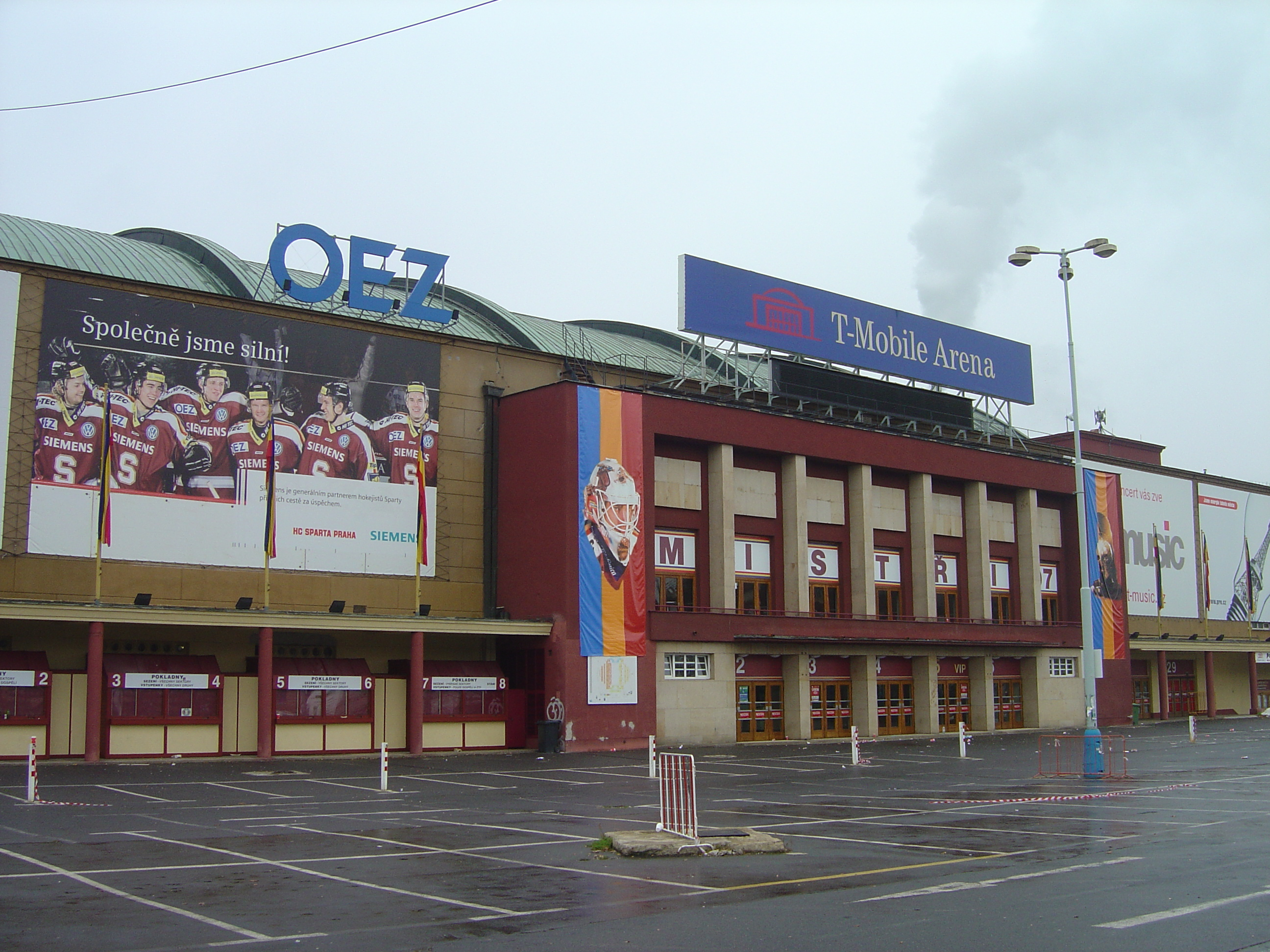
Tipsport Arena – lodowisko Sparty Praga

- Sokol Bratrství Spartag (1949−1951)
- Sparta Sokolovo Praha (1951−1952)
- Spartak Praha Sokolovo (1952−1965)
- Sparta ČKD Praga (1965−1989)
- HC Sparta Praga (od 1990)